# Centre (ijshockey)
De centre (of center) bij ijshockey is een aanvallende positie van een speler wiens belangrijkste zone het midden van het ijs, weg bij de boarding is.
Centres hebben meer flexibiliteit op hun positie en worden verwacht een groter gebied van het ijs te bedekken dan andere spelers. Normaal gesproken is het belangrijker om goed te kunnen pasen dan schieten op deze positie, alhoewel er uitzonderingen zijn. Ook wordt er spelinzicht, intelligentie en creativiteit verwacht. Ze zijn ook de meest verdedigend ingestelde aanvallers. Centres maken normaal gesproken deel uit van een lijn van spelers die vaak gewisseld worden om fris te blijven en het spel in gang te houden. Eerste lijners zijn normaal gesproken de topspelers, alhoewel ze soms in de tweede lijn worden gezet zodat er aanvallende scoringskansen worden gecreëerd.